# Международен екслибрис конкурс Варна
Международен екслибрис конкурс Варна е художествен конкурс за изготвяне на екслибрис. Организатор на конкурса е Галерия Ларго, Артистичен директор е художникът Юлиан Йорданов.

## Първо издание
Конкурса е проведен за първи път от 8 август до 6 септември 2014 г. във Варна.
Победителите от първото издание на конкурса са: Васил Ангелов от България – първа награда, Лембит Лохмус от Естония – втора награда, Кшищоф Марек Бак от Полша – трета награда, Петър Чиновски от България – награда за млад автор, Насил Куак от Корея – награда на Сдружението на художниците – Варна, Шюкрю Ертюк от Турция – награда на ВСУ „Черноризец Храбър“.

## Второ издание
Второто издание на конкурса е проведено от 18 август до 28 септември 2016 г. в Галерия Ларго. За второто издание са изпратени над 900 творби от 308 художници от 47 държави.
Победителите във второто издание на конкурса са: Веселин Дамянов - Вес от България – първа награда, Кун Уанг от Китай – втора награда, Сергий Храпов от Украйна – трета награда, Алперен Гюлдю от Турция – награда за млад автор, Христо Найденов от България – награда на името на Едуард Пенков, Гуйлан Кю от Китай – награда на журито, Лукаш Цивицки от Полша – награда на Сдружението на художниците, Варна.

## Трето издание
Третото издание на конкурса е проведено от 8 август до 8 октомври 2018 г. в Галерия Ларго.
Победителите в третото издание на конкурса са: Олег Денисенко от Украйна – първа награда, Гюнтер Хубер от Чехия – втора награда, Румен Нечев от България – трета награда, Зинтин Ли от Китай – награда за млад автор, Иво Мозеле от Италия – награда от името на Едуард Пенков, Аушра Чапските от Литва – специално отличие на Международното жури, Константин Калинович от Украйна – Награда на Сдружението на художниците, Варна, Уляна Турченко от Украйна – награда на Галерия „Ларго“, Румен Нисторов от България – награда на Архитектурно студио „Дизарх“.

## Жури
- Артистичен директор – Юлиан Йорданов (първо, второ и трето издание)
- Председател на журито – проф. Хасип Пекташ (първо издание)
- Председател на журито – доц. Димо Колибаров (второ и трето издание)

Членове на журито
- Венцеслав Антонов (първо издание)
- Анна Тихонова - Йорданова (първо, второ и трето издание)
- Димо Миланов (първо, второ и трето издание)
- доц. Христо Керин (второ и трето издание)
- Константин Антюхин (второ и трето издание)